# Max-Planck-Institut für empirische Ästhetik

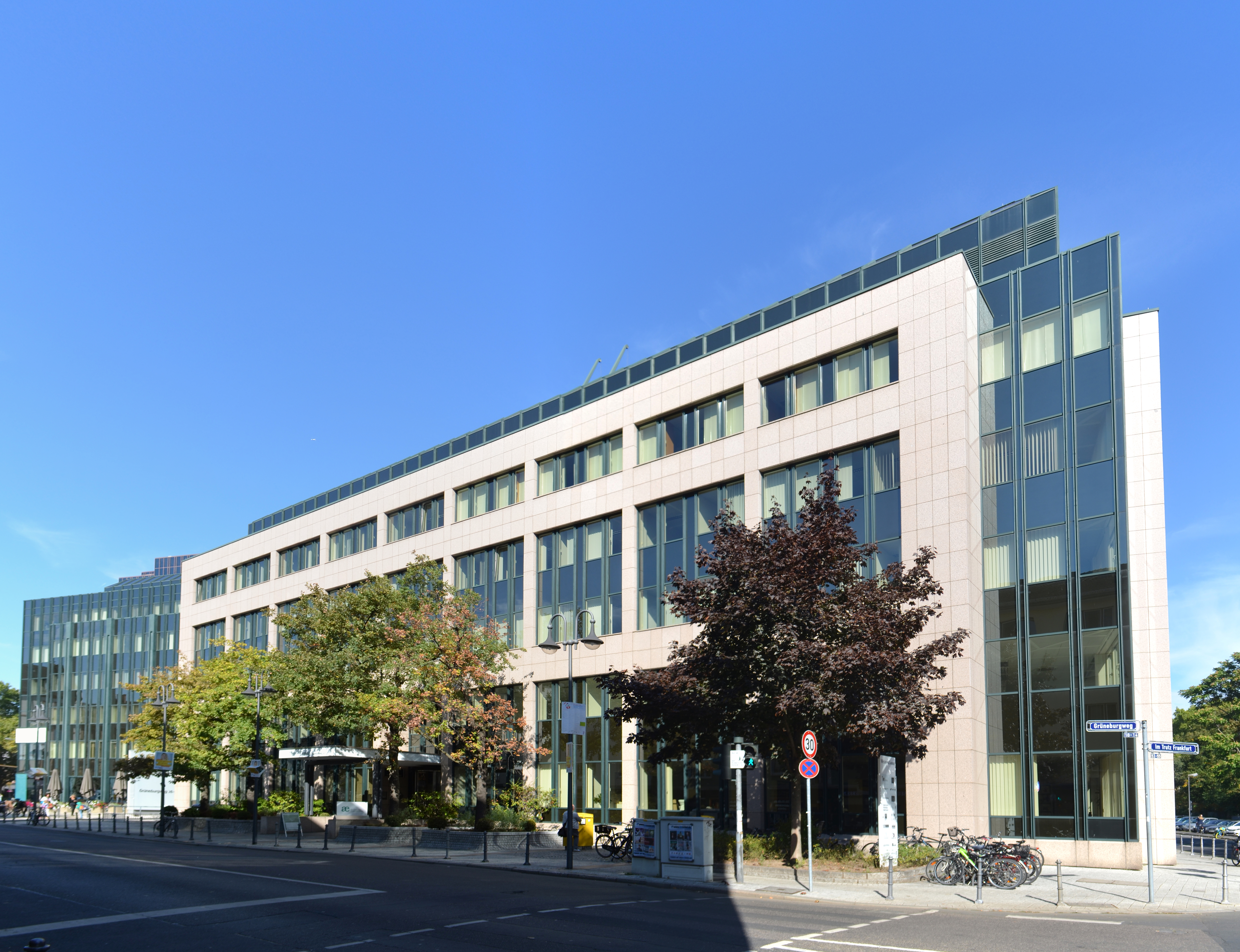
Max-Planck-Institut für empirische Ästhetik, Grüneburgweg 14 in Frankfurt

Das Max-Planck-Institut für empirische Ästhetik (MPIEA) in Frankfurt am Main ist eines der Institute der Max-Planck-Gesellschaft. Es wurde 2012 gegründet und nahm 2013 seine Arbeit auf. Gründungsdirektoren waren Winfried Menninghaus und Melanie Wald-Fuhrmann.

## Standort
Bisweilen ist das Institut in einem Gebäude im Grüneburgweg 14 in Frankfurt untergebracht, jedoch existierten Pläne für einen Neubau auf dem aktuellen Gelände der Dondorf Druckerei im Stadtteil Bockenheim. Diese wurde 2023 von Aktivisten besetzt, die den Abriss und damit die Zerstörung des historischen Gebäudes verhindern wollten. Im Januar 2024 verkündete die Max-Planck-Gesellschaft, diese Pläne verworfen zu haben und nach einem neuen geeigneten Standort zu suchen – auch um das Verhältnis zu Teilen der Zivilgesellschaft nicht zu gefährden und dem eigenen kulturellen Anspruch zu entsprechen.

## Forschung
Forschungsschwerpunkt der empirischen Ästhetik sind experimentelle Untersuchungen zur Frage, welche Bedingungen Geschmack und ästhetisches Erleben bestimmen.
Die Forschung am Max-Planck-Institut für empirische Ästhetik wird in zwei Abteilungen sowie fünf Forschungsgruppen, zwei Projektteams und sechs Drittmittelprojekten betrieben (Stand März 2023).
Abteilungen
- Musik, Direktorin: Melanie Wald-Fuhrmann
- Kognitive Neuropsychologie, Direktor: Fredrik Ullén

Ehemalige Abteilungen:
- Neurowissenschaften, Direktor: David Poeppel
- Sprache und Literatur, Direktor: Winfried Menninghaus (Emeritierung Ende 2022)[6]

Forschungsgruppen
- Histories of Music, Mind, and Body (Carmel Raz)
- Computational Auditory Perception (Nori Jacoby)
- Neural and Environmental Rhythms (Molly Henry)
- Neurokognition von Musik und Sprache (Daniela Sammler)
- Neural Circuits, Consciousness, and Cognition (Lucia Melloni)

Projektteams
- Visual Neuroaesthetics (VisNA) Lab
- Neural Computation for Sound and Recognition (NCSR) Lab

Drittmittelprojekte
- Biologische Anthropologie der Literatur (Heisenberg-Stelle)
- Fokussierte Information (Abteilung Musik)
- Die Schaffung einer akademischen Disziplin (Abteilung Musik)
- Scheinbewegung (Neurowissenschaften)
- Leseprozessregularität (Abteilung Sprache und Literatur)
- Die prosodische Syntax des Deutschen (Abteilung Sprache und Literatur)